# Emst

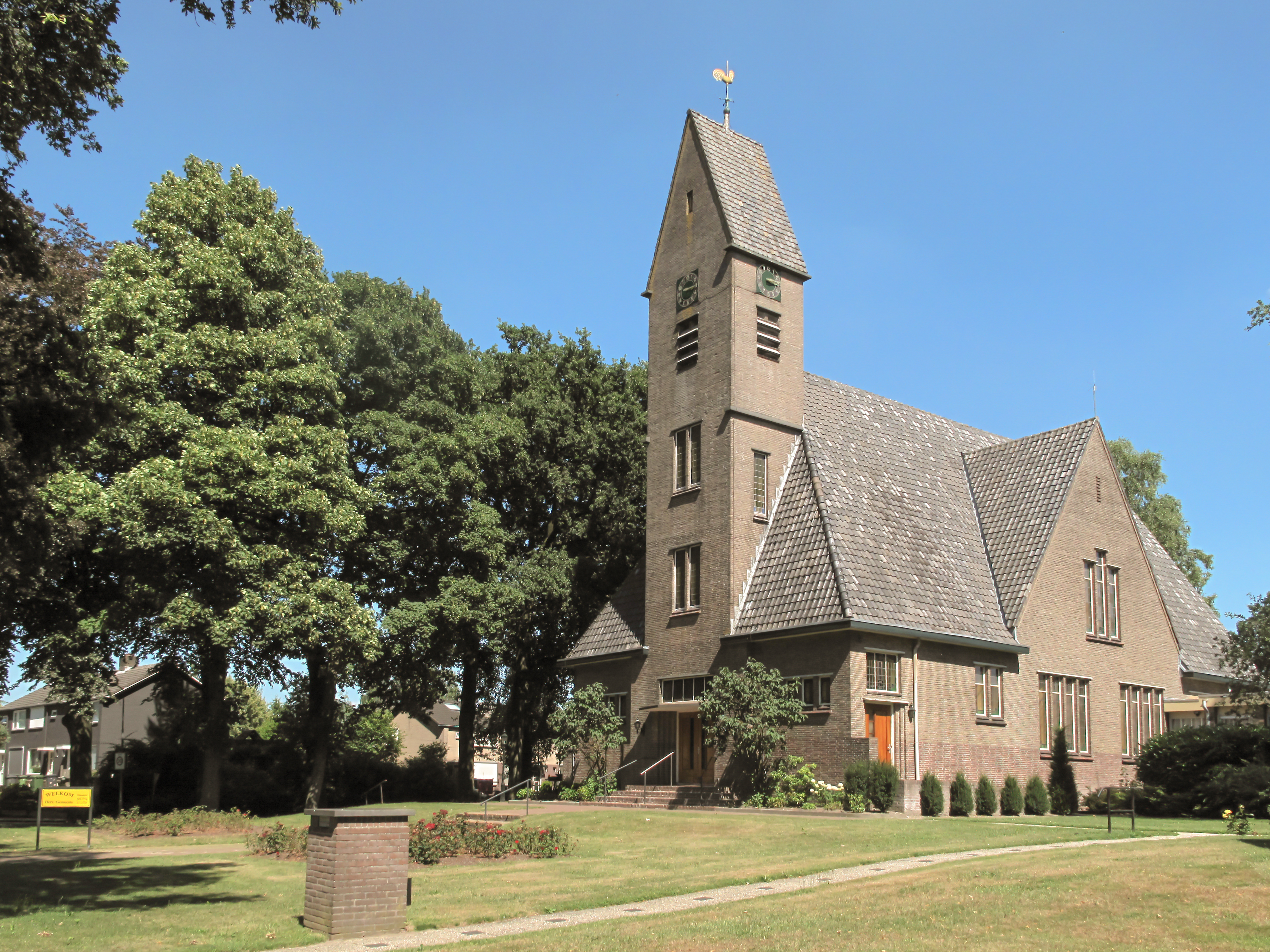
Iglesia en Emst

Emst es una localidad de 3.000 habitantes en el municipio de Epe en la provincia de Güeldres en los Países Bajos.  Es el lugar de nacimiento del futbolista Marc Overmars. Está ubicada en el área forestal de Veluwe.
- Datos: Q1339797
- Multimedia: Emst / Q1339797